# Самса

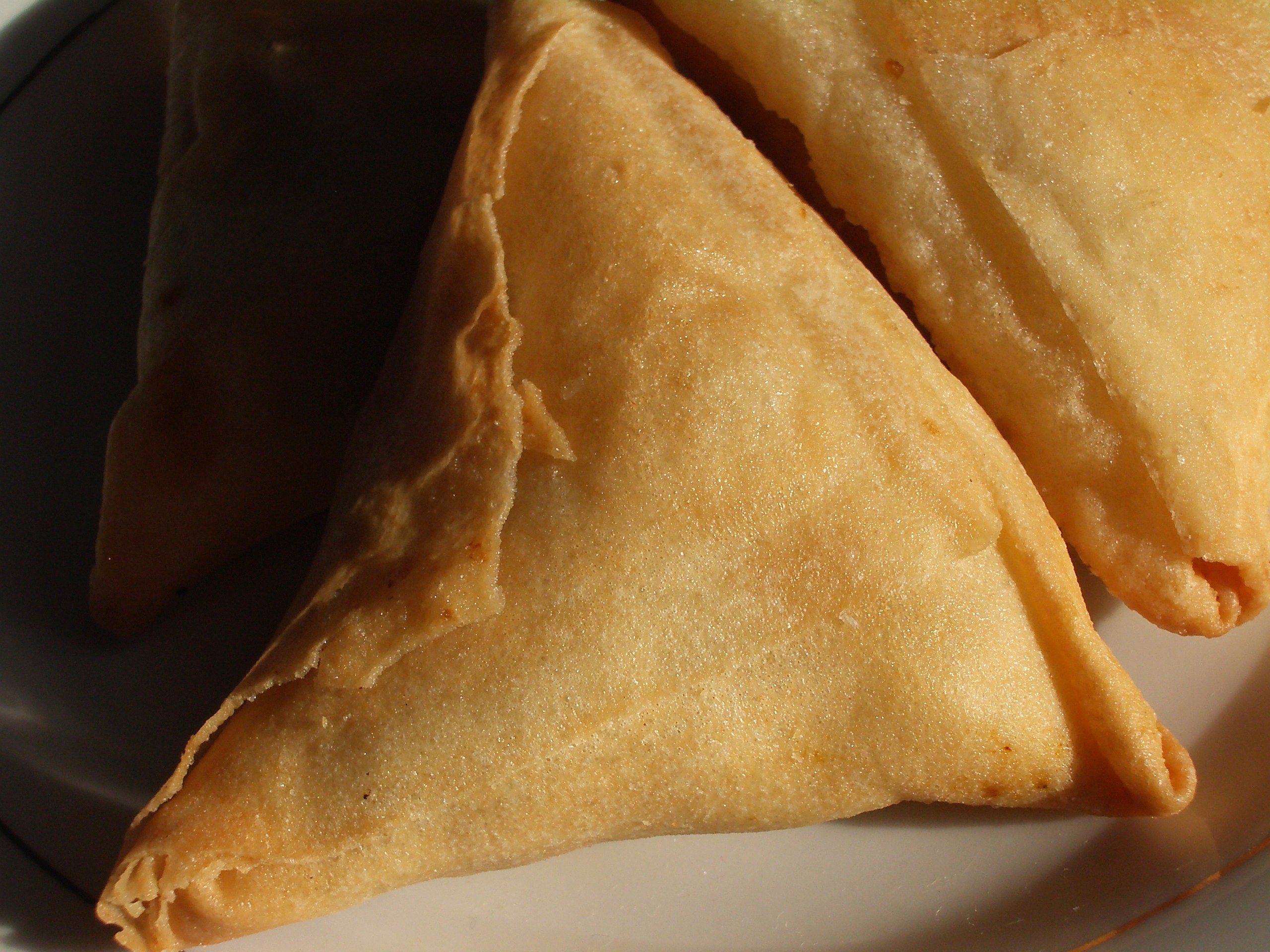
Самса

Самса (узб. somsa, тадж. сомбуса, уйг. samsa) — невеликі пиріжки різної форми в узбецькій, таджицькій та уйгурській кухнях із тіста з начинкою з рубленого м'яса (переважно баранини), цибулі і зелених пряних трав. Начинка самси може складатися не лише із м'яса — відома самса з гарбузом, картоплею, куркою, є «зелена самса», де начинка складається в основному із дрібно нарізаної зелені з додаванням будь-якого жиру. Обов'язкові інгредієнти в начинці — жир та цибуля.

## Популярність
В усіх містах або хоч трохи значних населених пунктах Узбекистану, Таджикистану та Східного Туркестану самсою торгують на вулицях, на базарах, у кіосках і з лотків, приблизно так само, як в західних містах торгують хот-догами, гамбургерами чи — як в Україні — шаурмою, пиріжками, ватрушками. Самса також подається в ресторанах, але там вона найчастіше печеться зі здобного тіста і має «європеїзований» вигляд.
Самсою, або сумсою, всі татаромовні народи називають також взагалі будь-які пиріжки з начинкою — як смажені, так і печені. Особливо це властиво міським татарам, що застосовують рідну їм назву «самса» не до певного виду кулінарного виробу, а до всіх зовні схожих.

## Приготування
Готується накладанням один на одного декількох (чотирьох-п'яти) тонко розкатаних листів тіста, змащених маслом. Далі тонкою склянкою вирізаються кружечки, на них кладеться готовий, уже обсмажений фарш, кружечки защипуються в чотирикутні, овальні, трикутні або круглі самси і випікаються в тандирі або духовці. У деяких рецептах вони смажаться одну хвилину у фритюрі з соняшникової олії та баранячого жиру.
Спеції для начинки — чорний перець і зіра.
Тісто для самси беруть прісне, листкове або звичайне. До самси може служити приправою столовий оцет.

## Рецепти самси
- Самса — несолодка випічка
- Узбекская самса (рос.)
- Самса — різноманітні покрокові рецепти  (рос.)